# Tomaspis trifissa
Tomaspis trifissa är en insektsart som beskrevs av Jacobi 1908. Tomaspis trifissa ingår i släktet Tomaspis och familjen spottstritar. Inga underarter finns listade i Catalogue of Life.